# Peter Redgrove
Peter William Redgrove (2 de enero de 1932-16 de junio de 2003) prolífico poeta inglés, que también escribió trabajos con su segunda esposa Penelope Shuttle sobre menstruación y salud femenina, novelas y obras de teatro.
Nació en Kingston-upon-Thames, Surrey. Se formó en Taunton School, y Queens' College, Cambridge. En Cambridge fue editor de la revista Delta, y donde se relacionó con los poetas Ted Hughes y Harry Guest. Abandonó la Universidad en 1954 sin alcanzar un título, se casó con la escultora Barbara Sherlock, y comenzó a trabajar como redactor publicitario (Copywriter).
En Cambridge participó en el grupo de poesía de Philip Hobsbaum. Continuó participando cuando estos debates se trasladaron a Londres y fue miembro entonces de 'The Group'. Fue profesor en la Universidad de Buffalo en 1961/2, y fue Gregory Fellow en la Universidad de Leeds entre 1962 y 1965.
Su bibliografía suma cerca de treinta libros de poesía, entre los que destacan The Collector and Other Poems (1960), At the White Monument (1963), Dr. Faust’s Sea-Spiral Spirit and Other Poems (1972), Sons of my Skin (1975), The Weddings at Nether Powers (1979), In the Hall of the Saurians (1987), My Father’s Trapdoors (1994) y Assembling a Ghost (1996).
Fue premiado con la Queen's Gold Medal for Poetry en 1996.

## Libros
- The Collector (1959) poems
- The Nature of Cold Weather and Other Poems (1961)
- At The White Monument (1963) poemas
- Poet's Playground 1963 (1963) editor
- Universities Poetry 7 (1965) editor
- The Force and Other Poems (1966)
- The God-Trap (1966).
- The Sermon: A Prose-Poem (1966)
- New Poems 1967 (1968) editor con John Fuller, Harold Pinter
- Penguin Modern Poets 11 (1968) con D. M. Black y D. M. Thomas
- Peter Redgrove's work in progress 1968. Presentado por D. M. Thomas (1969)
- The Old White Man: A Poem Adapted from a Chinese Tang Dynasty Story (1968?)
- The Mother, the Daughter, and the Sighing Bridge (1970)
- The Shirt, the Skull & the Grape (1970)
- Lover Hating Lover. (1970). Broadside.
- The Bedside Clock. (1971) Sycamore Broadsheet 15.
- Love's Journeys (1971) poemas
- Doctor Faust's Sea-Spiral Spirit & Other Poems (1972) poemas
- Three Pieces for Voices (1972)
- Two Poems (1972)
- In the Country of the Skin (1973) novela
- The Hermaphrodite Album (1973) con Penelope Shuttle
- From the Reflections of Mr. Glass (1974)
- A Romance, The Terror of Dr Treviles (1974) con Penelope Shuttle
- Aesculapian Notes (1975)
- Sons of My Skin: Selected Poems 1954-1974 (1975) editado por Marie Peel
- Lamb and Thundercloud (1975) editor
- The Glass Cottage (1976) fiction, con Penelope Shuttle
- From Every Chink of the Ark (1977) poemas
- Miss Carstairs Dressed for Blooding & Other Plays (1977).
- Skull Event (1977)
- Ten Poems (1977)
- The Fortifiers, the Vitrifiers, and the Witches (1977)
- Happiness (1978) poemas
- The White, Night-Flying Moths Called Souls (1978)
- The Wise Wound - Menstruation & Everywoman (1978) con Penelope Shuttle
- New Poetry 5: An Arts Council Anthology (1979) editor con Jon Silkin
- The Sleep of the Great Hypnotist: The Life and Death and Life After Death of a Modern Magician (1979) novela
- The God of Glass: A Morality (1979)
- The Weddings at Nether Powers (1979) poemas
- The Beekeepers (1980) novela
- The First Earthquake (1980)
- The Apple Broadcast and Other New Poems (1981)
- The Facilitators, or Mister Hole-in-the –Day (1982)
- Cornwall in Verse (1983) editor
- The Working of Water (1984)
- Man Named East and other New Poems (1985)
- The Explanation of the Two Visions (1985)
- The Mudlark Poems & Grand Buveur (1986)
- In the Hall of the Saurians (1987)
- The Moon Disposes: Poems 1954— 1987 (1987)
- The Black Goddess and the Sixth Sense (1987)
- The One Who Set Out To Study Fear (1989)
- Poems 1954 – 1987 (1989)
- Dressed as for a Tarot Pack (1990) poemas
- Under the Reservoir (1992) poemas
- The Laborators (1993)
- The Cyclopean Mistress: Selected Short Fiction 1960-1990 (1993)
- My Father's Trapdoors (1994)
- Alchemy for Women: Personal Transformation Through Dreams and the Female Cycle (1995) con Penelope Shuttle
- Abyssophone (1995)
- Assembling a Ghost (1996) poems
- The Book of Wonders: The Best of Peter Redgrove's Poetry (1996) editado por Jeremy Robinson
- Orchard End (1997) poemas
- What the Black Mirror Saw: New Short Fiction and Prose Poetry (1997)
- Selected Poems (1999)
- From the Virgil Caverns (2002) poemas
- Sheen (2003)

## Libros traducidos al español
- Para el ojo que duerme (2006), trad Jordi Doce, Madrid, Luis Burgos Arte del Siglo XX, 2006.

- Datos: Q2077769